# Trofeo Ladino Elite 2018 (agosto)
Il 2° Trofeo Ladino Elite si è tenuto nel mese di agosto del 2018.

## Storia
La seconda edizione del trofeo si è svolta pochi mesi dopo la disputa della prima edizione, trasformando di fatto l'evento in un torneo di preparazione precampionato.

## Formula e partecipanti
La formula è confermata. Partecipano al torneo le tre compagini dell'area di lingua ladina iscritte al massimo campionato italiano di hockey su ghiaccio ed all'Alps Hockey League:
- Cortina
- Fassa Falcons
- Gherdëina

Il torneo viene giocato con un girone di andata e ritorno, per complessivi sei incontri.

## Risultati
| 1ª             | giornata            | 5ª             |
| 10 agosto 2018 |                     | 20 agosto 2018 |
| 5-6 referto    | Gherdëina - Cortina | 1-3 referto    |

| 3ª             | giornata        | 6ª             |
| 16 agosto 2018 |                 | 24 agosto 2018 |
| 6-2 referto    | Cortina - Fassa | 4-3 referto    |

| 2ª             | giornata          | 4ª                 |
| 12 agosto 2018 |                   | 17 agosto 2018     |
| 1-3 referto    | Fassa - Gherdëina | 1-2 d.t.r. referto |

## Classifica
| Pos. | Squadra       | Pt | G | V | VOT | POT | P | GF | GS | DR |
| ---- | ------------- | -- | - | - | --- | --- | - | -- | -- | -- |
| 1.   | Cortina       | 12 | 4 | 4 | 0   | 0   | 0 | 19 | 11 | +8 |
| 2.   | Gherdëina     | 5  | 4 | 1 | 1   | 0   | 2 | 11 | 11 | 0  |
| 3.   | Fassa Falcons | 1  | 4 | 0 | 0   | 1   | 3 | 7  | 15 | -8 |

Il Cortina vince il torneo con una giornata di anticipo.